# Starhawk
Miriam Simos, llamada comúnmente Starhawk (Saint Paul, 17 de junio de 1951), es una escritora y activista anarquista estadounidense y autodenominada bruja.
Es conocida como teórica del neopaganismo y del ecofeminismo.

## Biografía
Nacida como Miriam Simos en Saint Paul, (Minnesota, Estados Unidos), su padre Jack Simos falleció cuando contaba con cinco años de edad. Su madre, Bertha Claire Goldfarb Simos, ejerció como profesora en la Universidad de California en Los Ángeles. Sus orígenes familiares provienen de la diáspora de judíos procedentes de Rusia que recalaron en Estados Unidos.
Durante la escuela secundaria ella y la feminista Christina Hoff Sommers fueron amigas. Starhawk realizó formación universitaria y cursó estudios de postgrado licenciándose en Bellas Artes en UCLA. En 1973, mientras estudiaba cine allí, ganó el premio de escritura Samuel Goldwyn por su novela A Weight of Gold, una historia sobre Venice, California, donde vivía entonces. Recibió una maestría en Psicología, con especialización en terapia feminista, de la Antioch University West en 1982.
Comenzó a explorar el neopaganismo y la Wicca como participante, investigadora, maestra y líder, para posteriormente trasladar su residencia a San Francisco. La publicación de The Spiral Dance: A Rebirth of the Ancient Religion of the Great Goddess (1979), que obtuvo un considerable éxito comercial, lanzando la carrera de Starhawk como activista y portavoz para la Wicca, el movimiento por la paz y el ecofeminismo. En 1980 confundó Reclaiming, un colectivo neopagano basado en la tradición de la brujería que centra sus actividades en el culto y el activismo político.
En sus escritos Starhawk aboga por el uso de la no violencia, la acción directa y se destaca como activista en el movimiento pacifista. También actúa dentro del feminismo y del movimiento antiglobalización. Ha escrito extensamente sobre sus creencias de que las mujeres tienen afinidad por los poderes generativos de la naturaleza, que sus roles como curanderas, poetas y maestras han sido borrados de la historia por el patriarcado y que los sistemas patriarcales se desmoronarán a medida que las mujeres recuperen su poder.
Además de su propia producción literaria sus escritos aparecen en publicaciones online como Beliefnet.com, donde ejerce como columnista, y también en On Faith (un foro en línea adscrito a la revista semanal Newsweek y el periódico The Washington Post).

## Escritos
- (2004). The Earth Path.
- (1982, 1988, 1997). Dreaming the Dark: Magic, Sex, and Politics.
- (1988). Truth or Dare.
- (2003). Webs of Power: Notes from the Global Uprising.
- (1979, 1989, 1999). The Spiral Dance: A Rebirth of the Ancient Religion of the Great Goddess.

### Ensayos
- Escribió el ensayo How We Shut Down the WTO y otros escritos disponibles en su sitio web.[14]

### Escritos de ficción
- (1993). The Fifth Sacred Thing.
- (1997). Walking to Mercury.

### Coautorías
- Con M. Macha NightMare[15] y Reclaiming Collective (1997). The Pagan Book of Living and Dying.
- Con Anne Hill y Diane Baker (1998). Circle Round: Raising Children in the Goddess Tradition.
- Con Hilary Valentine (2000). The Twelve Wild Swans: A Journey Into Magic, Healing and Action, un libro de recursos para paganos.

## Filmes y música
Starhawk contribuyó a las películas Signs Out of Time: The Story of Archaeologist Marija Gimbutas, Goddess Remembered, The Burning Times y Full Circle. 
Participó en los CD de Reclaiming Chants: Ritual Music, and recorded the guided meditation Way to the Well.